# Cathorops melanopus
Cathorops melanopus és una espècie de peix de la família dels àrids i de l'ordre dels siluriformes que es troba a Guatemala: riu Motagua.
Els mascles poden assolir els 23 cm de llargària total.